# Platybunus hypanicus
Platybunus hypanicus is een hooiwagen uit de familie echte hooiwagens (Phalangiidae).